# Kopciuszek (serial animowany)
Kopciuszek (jap. シンデレラ物語 Cinderella Monogatari; ang. The Story of Cinderella, 1996) – japońsko-włoski serial animowany wyprodukowany przez Tatsunoko Production i Mondo TV opowiadający o losach Kopciuszka na podstawie baśni Charles'a Perraulta.

## Bohaterowie
- Kopciuszek – główna bohaterka serialu. Ukochana Karola. Przybrana siostra Sabiny i Karoliny. Wykorzystywana przez macochę i przyrodnie siostry. Jej matka (śp. Lady Weronika) zmarła, gdy dziewczynka była mała, a ojciec poślubił drugą kobietę i wyjechał zostawiając Kopciuszka z macochą i siostrami. Ma złote serce i jest zawsze pomocna. Pod koniec serii zostaje królową.
- Karol – książę, obiekt westchnień wszystkich panien w królestwie. Przyjaciel, potem ukochany, a pod koniec serii mąż Kopciuszka. Jest troskliwy i dzielny. Z początku nie ujawnia Kopciuszkowi, że jest księciem.
- Macocha – zła matka zastępcza Kopciuszka. Traktuje ją jak zwykłą służącą, chociaż ta jest jej pasierbicą. Godzi się z Kopciuszkiem pod koniec serii.
- Sabina (w wersji lektorskiej Katrine; w wersji pełnometrażowej Katarzyna) – jedna z córek macochy. Lubi Kopciuszka chociaż traktuje go tak samo jak matka. Godzi się z Kopciuszkiem pod koniec serii.
- Karolina (w wersji lektorskiej Jane; w wersji pełnometrażowej Joanna) – druga córka macochy. Lubi Kopciuszka chociaż traktuje go tak samo jak matka. Godzi się z Kopciuszkiem pod koniec serii.
- Ojciec – tata Kopciuszka. Wyjeżdża w długą podróż zostawiając córkę pod opieką macochy. Wraca jednak na jej wesele z księciem.
- Pani Paulina (w wersji lektorskiej Paulette) – dobra wróżka i matka chrzestna Kopciuszka. Pomaga jej w trudnych sytuacjach.
- Piotr – lokaj, który pracuje w domu macochy. Starszy przyjaciel Kopciuszka.
- Boni (w wersji lektorskiej Łatka) – ukochany pies Kopciuszka. Dzięki czarom Pani Pauliny może rozmawiać z Kopciuszkiem. Często jej pomaga.
- Szuszu i Bingo – myszy mieszkające w kuchni. Dzięki czarom Pani Pauliny mogą rozmawiać z Kopciuszkiem. Ciągle się kłócą.
- Misza (w wersji lektorskiej Misiek) – kot macochy. Dzięki czarom Pani Pauliny może rozmawiać z Kopciuszkiem. Często jej pomaga.
- Aleks – kuzyn księcia Karola. Jest dużo bardziej konsekwentny niż Karol.
- Lord Zaral – doradca króla, którego próbuje podstępem obalić, żeby zająć jego miejsce. Ojciec Izabeli. Dużo większy czarny charakter niż macocha Kopciuszka.
- Izabela – córka Zarala, który pragnie by ta wyszła za mąż za księcia.
- Jan – wróżbita przepowiadający przyszłość. Przyjaciel Kopciuszka. Chodzi w przebraniu starca.
- Mikołaj – młody skrzypek zakochany w Laurze. Nie jest zbyt zamożny, przez co nie jest akceptowany przen rodziców Laury. Przyjaciel Kopciuszka i Karola.
- Laura – wybranka serca Mikołaja. Jest hrabianką. Jej rodzice nie akceptują Mikołaja. Przyjaciółka Kopciuszka.
- Król i królowa – rodzice Karola i władcy królestwa. Ich marzeniem jest małżeństwo syna.

## Obsada (głosy)
- Maria Kawamura jako Kopciuszek
- Masami Kikuchi jako Karol

## Wersja polska
W Polsce serial nadawany był w pasmie wspólnym TVP Regionalnych w wersji lektorskiej w latach 1998-1999. Premiera polskiej wersji dubbingowej odbyła się 2 sierpnia 2005 w TVP1. Serial był też emitowany na kanale TV Trwam w wersji lektorskiej.

### Wersja TV Regionalne
Wersja z polskim lektorem.

### Wersja TVP1
Wersja z polskim dubbingiem.
Wersja polska: TVP AGENCJA FILMOWA

Reżyseria: Andrzej Bogusz

Dialogi: Dorota Dziadkiewicz

Dźwięk: Jakub Milencki

Montaż: Zofia Dmoch

Kierownictwo produkcji: Monika Wojtysiak

Teksty piosenek: Krzysztof Rześniowiecki

Wystąpili:
- Brygida Turowska – Kopciuszek
- Anna Sroka – Macocha
- Krystyna Kozanecka – Sabina
- Agnieszka Fajlhauer – Karolina
- Krzysztof Szczerbiński – Karol
- Agata Piotrowska
- Katarzyna Ożarowska
- Krzysztof Strużycki
- Dariusz Błażejewski – Jan
- Iwona Rulewicz – Laura
- Małgorzata Augustynów
- Krzysztof Mielańczuk

i inni

### Wersja TV Trwam
Wersja emitowana z angielskim dubbingiem i polskim lektorem.
- Opracowanie i udźwiękowienie wersji polskiej: Fundacja Lux Veritatis we Wrocławiu
- Tekst: Barbara Osińska, Katarzyna Osińska
- Czytała: Gabriela Jaskóła

### Wersja filmowa
Kopciuszek (ang. Cinderella, 1995) – wersja pełnometrażowa, okrojona, zmontowana z odcinków serialu. Czas trwania projekcji 87 minut. Wersja z angielskim dubbingiem i polskim lektorem. 
- Czytał: Ireneusz Machnicki

### Wersja DVD
Serial został wydany na DVD. Dystrybucja: RosMedia.

## Spis odcinków
| Nr  | Wersja dubbingowa          | Wersja lektorska (TVP Regionalna) |
| --- | -------------------------- | --------------------------------- |
| 01. | Spełnią się Twoje marzenia |                                   |
| 02. | Kwiaty z mojego snu        | Konkurs                           |
| 03. | Tajemniczy chłopiec        | Kłamczuch                         |
| 04. | Koń                        | Mój książę?!                      |
| 05. | Spotkanie jak ze snu       | Przypadkowe spotkanie             |
| 06. | Kradzione winogrona        | Złodziej winogron                 |
| 07. | Wróżbita                   |                                   |
| 08. | Magiczny gest              | Magiczny uśmiech                  |
| 09. | Spisek                     | Spiskowcy                         |
| 10. | Zakochany skrzypek         | Smutny skrzypek                   |
| 11. | Laura i Mikołaj            | Opowieść o miłości                |
| 12. | Bal pod lwem               |                                   |
| 13. | Sposób na miłość           |                                   |
| 14. | Jak odkryć sekrety księcia | Sekret księcia Karola             |
| 15. | Dwóch Karolów              | Oszuści                           |
| 16. | Książę w kuchni            | Książę w kuchni                   |
| 17. | Mała rzecz a cieszy        | Wrażliwe i wielkoduszne serce     |
| 18. | Portret z duszą            | Skrucha malarza                   |
| 19. | Kto się boi marzeń         | Nocni włamywacze                  |
| 20. | Podróż do krainy szczęścia |                                   |
| 21. | Spotkanie z mamą           | Wspomnienia o mamie               |
| 22. | Niebezpieczna przygoda     |                                   |
| 23. | Zamach stanu               | Pozbyć się księcia                |
| 24. | Zaproszenie na bal         | Zaproszenie na bal                |
| 25. | Kryształowe pantofelki     | Szklany pantofelek                |
| 26. | Królewskie wesele          | Królewski ślub                    |